# Street Story
『Street Story』（ストリート・ストーリー）は、HYのインディーズ2枚目のオリジナル・アルバム。2003年4月16日にリリース。

## 概要
前作『Departure』から約1年半ぶりのリリース。前年にMONGOL800の『MESSAGE』の大ヒットを受け、インディーズシーン（特に沖縄）が注目された中でのリリースということもあり、本作でバンド初のオリコン1位を獲得。初登場から4週連続1位を獲得し続け、浜崎あゆみの『Duty』以来約3年半ぶりとなり、最終的にミリオンセラーを達成。インディーズ制作でのミリオンセラーアルバムはMONGOL800以来。
発売当初はコピーコントロールCDでの発売だったが、2006年3月15日には通常盤がリリースされた。

## エピソード
当時メンバーは売れた喜びよりもそれに伴う苦しみを強く感じていたようであり、仲宗根は「1stアルバムがランキングで99位に入った時はメンバー全員喜んだが、2ndが1位になった時は正直全く興味がなかった。ミリオンセラーになったと言われても理解できず、実感が湧かなかった」「当時はツアーが終わるまで帰れなかった。ファイナルの沖縄公演は帰れる嬉しさにいつも泣いていた。あの頃に比べたら今は本当に幸せ」。名嘉は「2ndの後、急に全国ツアー54公演が決まり、なかなか沖縄に帰れず、苦しかった」と琉球新報のインタビューで語っている。許田によると、ツアーでは長い間沖縄に帰れないストレスからメンバー同士のコミュニケーションもうまく取れなくなり、些細なことで衝突するようになっていたという。

## 収録曲
| #         | タイトル         | 作詞              | 作曲                   | 時間  |
| --------- | ---------------- | ----------------- | ---------------------- | ----- |
| 1.        | 「AM11:00」      | TUN               | TUN                    | 5:19  |
| 2.        | 「隆福丸」       | Hideyuki Shinzato | Hideyuki Shinzato      | 4:56  |
| 3.        | 「トゥータン」   | Hideyuki Shinzato | Hideyuki Shinzato・Izu | 4:10  |
| 4.        | 「男前」         | Hideyuki Shinzato | Hideyuki Shinzato      | 2:42  |
| 5.        | 「コントロール」 | TUN               | Yuhei                  | 3:39  |
| 6.        | 「かなぶんの羽」 | Hideyuki Shinzato | Hideyuki Shinzato      | 6:46  |
| 7.        | 「あなた」       | Izu               | Izu・Yuhei             | 5:36  |
| 8.        | 「33ナンバー」   | Hideyuki Shinzato | Hideyuki Shinzato      | 4:02  |
| 9.        | 「DREAMING」     | TUN               | Yuhei                  | 3:46  |
| 10.       | 「☁」            | Hideyuki Shinzato | Hideyuki Shinzato      | 4:14  |
| 11.       | 「さあ行こう」   | TUN               | TUN                    | 6:11  |
| 12.       | 「Street Story」 | TUN               | Hideyuki Shinzato・TUN | 5:41  |
| 合計時間: | 合計時間:        | 合計時間:         | 合計時間:              | 57:02 |

1. AM11:00
  - 『スペースシャワーTV』の2003年4月度POWER PUSH!に選ばれた他、数々のパワープレイを獲得した。カラオケや着うた等のランキングでは、上位にランキングされている。なお公式サイトに於いて「イントロの15秒の部分はスタッカートであり音飛びではない」という旨の注意書きが為されている。連続テレビ小説『純と愛』にて劇中曲として利用された。「ヴァリアス・アーティスト CHANPURU STORY ～HY tribute～」では、「クレイユーキーズ with 井上苑子」がカバーしている。
2. 隆福丸
「りゅうふくまる」と読む。ボーカルの祖父の船の名前。
3. トゥータン
  - 沖縄の方言でトタンの意味。
4. 男前
5. コントロール
6. かなぶんの羽
  - このアルバムの中では最も演奏時間が長い楽曲である。
7. あなた
8. 33ナンバー
9. DREAMING
10. ☁
  - 正式なタイトル表記は雲を模った本作オリジナルの手書き記号。
11. さあ行こう
12. Street Story

## DVD

### 収録曲
| #  | タイトル                                | 作詞 | 作曲・編曲 | 監督         |
| -- | --------------------------------------- | ---- | ---------- | ------------ |
| 1. | 「ホワイトビーチ」                      |      |            |              |
| 2. | 「Ocean」                               |      |            | サトウマサオ |
| 3. | 「AM11:00」                             |      |            | 須永秀明     |
| 4. | 「さあ行こう」                          |      |            | 須永秀明     |
| 5. | 「DREAMING」                            |      |            | 須永秀明     |
| 6. | 「Street Story」                        |      |            |              |
| 7. | 「everyone'sASSE!! PHOTOS」(GIFT TRACK) |      |            |              |
| 8. | 「everyone'sASSE!! FLAG」(GIFT TRACK)   |      |            |              |

## カバー
AM11:00
- マット・キャブ - アルバム『ONGAKU』(2013年9月3日) 収録。
- 野口五郎・callme - 野口五郎のアルバム『風輪』（2017年2月22日）収録。
- 高木さん（高橋李依） - テレビアニメ『からかい上手の高木さん』第3話・第4話エンディングテーマ。アルバム『からかい上手の高木さん Cover Song Collection』（2018年3月28日）収録。
- クレイユーキーズ with 井上苑子 - トリビュートアルバム『ヴァリアス・アーティスト CHANPURU STORY ～HY tribute～』（2018年8月8日）収録。
- 森谷美鈴（伊藤美来） & 村上遥（宮本侑芽） - シングル『fragile』（2019年11月20日）収録。